# Сисла
Сисла (фар., ісл. sýsla) — (історична) адміністративна одиниця в багатьох скандинавських країнах.
Попри те, що термін «сисла» вже не використовують у Данії та Норвегії, його використовують у Ісландії та на Фарерських островах.

## Регіони (сисли) Фарерських островів
Фарерські острови розділено на шість регіонів:
- Естурою
- Норояр
- Сандой
- Стреймой
- Сувурой
- Воар